# Olga Puigdemont
Olga Puigdemont Sola (* 1978 oder 1979 in Girona) ist eine ehemalige spanische Squashspielerin. 

## Karriere
Olga Puigdemont spielte von 2000 bis 2006 auf der WSA World Tour und erreichte in dieser Zeit ein Finale auf der Tour. Ihre beste Platzierung in der Weltrangliste erreichte sie mit Rang 39 im März 2005. Mit der spanischen Nationalmannschaft nahm sie mehrfach an Europameisterschaften teil. Im Einzel erreichte sie 2005 das Viertelfinale. Bei Weltmeisterschaften stand sie 2000 und 2002 im spanischen Kader. 2003 und 2004 wurde sie spanische Meisterin.
Puigdemont hat einen Abschluss in Soziologie von der Cornell University.

## Erfolge
- Spanische Meisterin: 2003, 2004